# Deropeltis elgonensis
Deropeltis elgonensis är en kackerlacksart som beskrevs av Karlis Princis 1955. Deropeltis elgonensis ingår i släktet Deropeltis och familjen storkackerlackor. Inga underarter finns listade i Catalogue of Life.